# Полуостров Замбоанга
Полуостров Замбоанга (регион IX, англ. Zamboanga Peninsula) — один из 17 регионов Филиппин. Состоит из трёх провинций, располагается на юго-западе Филиппин.
Административный центр региона — город Пагадиан.

## Провинции региона
| Провинции          | Административный центр | Население (2015) | Площадь (км²) | Плотность (на км²) |
| ------------------ | ---------------------- | ---------------- | ------------- | ------------------ |
| Замбоанга-Сибугей  | Ипиль                  | 584 685          | 3 087,9       | 189,35             |
| Северная Замбоанга | Диполог                | 957 997          | 6 618,0       | 144,76             |
| Южная Замбоанга    | Пагадиан               | 1 864 671        | 4 964,1       | 375,63             |